# Quididad

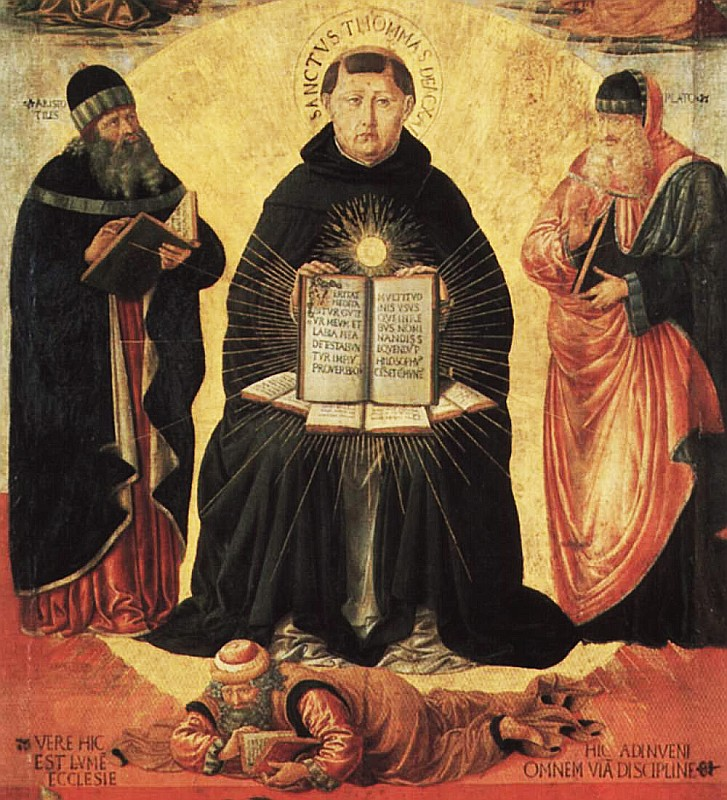
Santo Tomás de Aquino, que acuñó el término quididad (quidditas) para definir a la esencia, aparece aquí entre los filósofos griegos Platón y Aristóteles con el filósofo andalusí Averroes en el suelo en una pintura del italiano Benozzo Gozzoli.

Quididad es la traducción al castellano del latín "quidditas" o "quiditas", la cual a su vez proviene del latín "quid", pronombre interrogativo que significa ¿qué es?, ¿qué cosa?, o de manera indeterminada: "algo". En ocasiones se la utiliza también como «quiddidad». En filosofía, el término quididad, fue usado dentro de la escolástica medieval por Santo Tomás de Aquino, quien en el siglo XIII, le otorgó la acepción de sinónimo de esencia, de naturaleza:

Y como aquello por lo cual una cosa se constituye en su propio género o especie es lo que significa por la definición, la cual indica lo que es la cosa [quid est res], de aquí se deriva que el nombre de esencia ha sido mudado por los filósofos en el nombre de “quididad”. Y esto es lo que el Filósofo [Aristóteles] – en el Libro VII de Metafísica – llama frecuentemente “quod quid erat esse” o sea: esto por lo cual tiene que ser algo.
Santo Tomás de Aquino. Del ente y de la esencia. Libro I.

De ahí, que la quididad sea la esencia derivada de la definición misma de las cosas, esto es, la respuesta al quid o ¿qué es? de los seres, lo que constituye su ser con independencia de su existencia:

El nombre de quididad se deriva de aquello que es significado por la definición. Pero esencia se dice según por ella y en ella el ente tiene que ser.
Santo Tomás de Aquino.

En este sentido, el Aquinate lo usa en sustitución de la expresión de Aristóteles "lo que cada cosa es" (τό τί ήν είναι), y para adecuar el término árabe "māhiyya" (ماهية) usado por su comentador Avicena. Diferenciando con ello la existencia de la esencia, dando a su término "quididad" la segunda de tales acepciones.
En el pensamiento tomista, la esencia y la existencia se diferencian en todos los seres contingentes, esto es, lo que pueden ser o no ser, en términos teológicos: todo ser creado. Así, según el Aquinate, solamente en Dios su esencia es lo mismo que la existencia:

“Existir es la forma o naturaleza en acto. De hecho, la bondad o la humanidad no estarían en acto si no tuvieran lo que nosotros entendemos por existir. Es necesario, pues, que entre la existencia y esencia en un ser veamos la misma relación que hay entre la potencia y el acto. Como quiera que en Dios nada es potencial… se deduce que en Él no hay distinción entre su esencia y su existencia. Así, pues, su esencia es su existencia.”
Santo Tomás de Aquino. Summa Theologica, I, q.3, a.4.

En lista de errores que se encontrarían en las obras de Antonio Rosmini, la Congregación para la doctrina de la fe menciona que el filósofo sostenía que la quididad del ente finito sería su límite (a diferencia del infinito cuya quididad es su misma entidad). Así introduciría una definición negativa para la quidditas de los entes, lo cual, iría contra la doctrina católica.